# Thalerommata yukpa
Espèce
Thalerommata yukpa est une espèce d'araignées mygalomorphes de la famille des Theraphosidae.

## Distribution
Cette espèce est endémique du département de Cesar en Colombie,. Elle se rencontre vers La Jagua de Ibirico, Valledupar et Becerril.

## Description
Le mâle holotype mesure 9,18 mm et la femelle paratype 10,74 mm.

## Systématique et taxinomie
Cette espèce a été décrite par Osorio, Benavides, García-Atencia et Bertani en 2024.

## Étymologie
Cette espèce est nommée en l'honneur des Yukpa.

## Publication originale
- Osorio, Benavides, García-Atencia & Bertani, 2024 : « Three new species of tiny tarantulas of the genus Thalerommata Ausserer, 1875 (Araneae, Theraphosidae) from northern Colombia. » Zootaxa, no 5537(1), p. 95-114.